# Семёнов, Михаил Игоревич
Михаил Игоревич Семёнов (9 мая 1958, Ленинград — 23 ноября 1991; Санкт-Петербург) — советский и российский актёр театра и кино.

## Биография
Родился 9 мая 1958 года в Ленинграде (ныне Санкт-Петербург) в полноценной семье матери и отца. Когда Семёнов был подростком, в 1971 году погиб его отец, который ездил из года в год работать на север. Матери дальше пришлось одной воспитывать ребёнка.
Из-за того, что Семёнов рос энергичным и активным ребёнком, его заметила одна из ассистенток киностудии Ленфильм и пригласила в возрасте шестнадцати лет без актёрского образования сняться в главной роли детской картины «Пятёрка за лето» режиссёра Леонида Макарычева в 1974 году, где и отыграл свою роль. После съёмок данного детского художественного фильма на него начали обращать внимания и другие режиссёры, благодаря которым Семёнов начал сниматься и в других фильмах.
В 1975 году всё-таки завершил школьное обучение, так как было не просто совмещать творческую деятельность и учёбу. В 1979 году Семёнов решился получить профессиональное образование и отправился за ним, в итоге поступил на актёрский факультет Театрального училища им. Б. В. Щукина на курс Юрия Катина-Ярцева. Проучившись один год, Семёнов покинул стены училища, затем отслужил в армии и вернулся к актёрскому искусству, снимаясь во многих других последующих фильмах.
В 1983 году был принят в труппу Ленинградского театра комедии и спустя время встал вопрос о возобновлении прерванной им учёбы. После завершения театрального сезона, молодой человек отправился в Москву и пошёл в Щукинское училище, где стал студентом, попав на курсы к Евгению Рубеновичу. В 1987 году получил диплом артиста театра и кино и отказался продолжать обучение на режиссёрском факультете, где после получения диплома ещё числился в качестве ученика. После отказа вернулся в Ленинград, где на тот момент у Семёнова уже была семья, которой успел обзавестись. Это супруга Ольга и дочь Алёна. По причине личной жизни, Семёнова стали забывать, а зарабатывать деньги стал подработками. Со студией Ленфильм у него были хорошие отношения и Семёнов продолжал сниматься, правда только лишь в эпизодических ролях.
В 1991 году ему пришло интересное предложение по поводу съёмок в фильме «Деревня Хлюпово выходит из Союза» от режиссёра Анатолия Веходко, сами съёмки проходили в городе Гатчина и Семёнов по утрам ездил туда на электричке, но утром 23 ноября 1991 года он, как обычно, отправился на вокзал и на съёмках так и не появился. Спустя три недели на территории Балтийского вокзала милицией был найден его труп. Расследование причины смерти так и не были проведены, а мать и жену попросили подписать отказ о возбуждении уголовного дела и только после отказа родителей сообщили адрес морга, в котором находился Семёнов.
Похороны состоялись 17 декабря 1991 года на Северном кладбище Санкт-Петербурга. Артисту было 33 года.

### Личная жизнь
Был женат. Супругу звали Ольга, в семье родилась дочь по имени Алёна, которая впоследствии пошла по стопам отца и стала актрисой, а позднее режиссёром.

## Фильмография

### Избранная фильмография
- 1974 — Премия — Толя Жариков
- 1974 — Пятёрка за лето — Саша Бурцов — главная роль
- 1976 — Мы вместе, мама — Михаил, член бригады
- 1976 — Строговы — Алексей Голованов
- 1981 — Штормовое предупреждение — Андрюша
- 1983 — Экипаж машины боевой — Семён Брагин
- 1983 — Обрыв — Егорка
- 1983 — Семь часов до гибели — радист на берегу

## Оценочные мнения
- Киновед Алексей Тремасов поведал о том, что Семёнов был компанейским и общительным человеком, пел и играл на гитаре[1].